# 니코 파커
니코 파커(Nico Parker, 2004년 12월 9일 ~ )는 잉글랜드의 배우이다. 배우 탠디 뉴턴의 딸이다.

## 출연 작품

### 영화
- 덤보 (2019) - 밀리 파리어 역
- 레미니센스 (2021) - 조이 역
- 브리짓 존스의 일기: 뉴 챕터 (2025) - 클로이 역
- 드래곤 길들이기 (2025) - 아스트리드 역

### 텔레비전
- 더 써드 데이 (2020) - 엘리 역
- 더 라스트 오브 어스 (2023) - 세라 밀러 역